# Lewis Evans

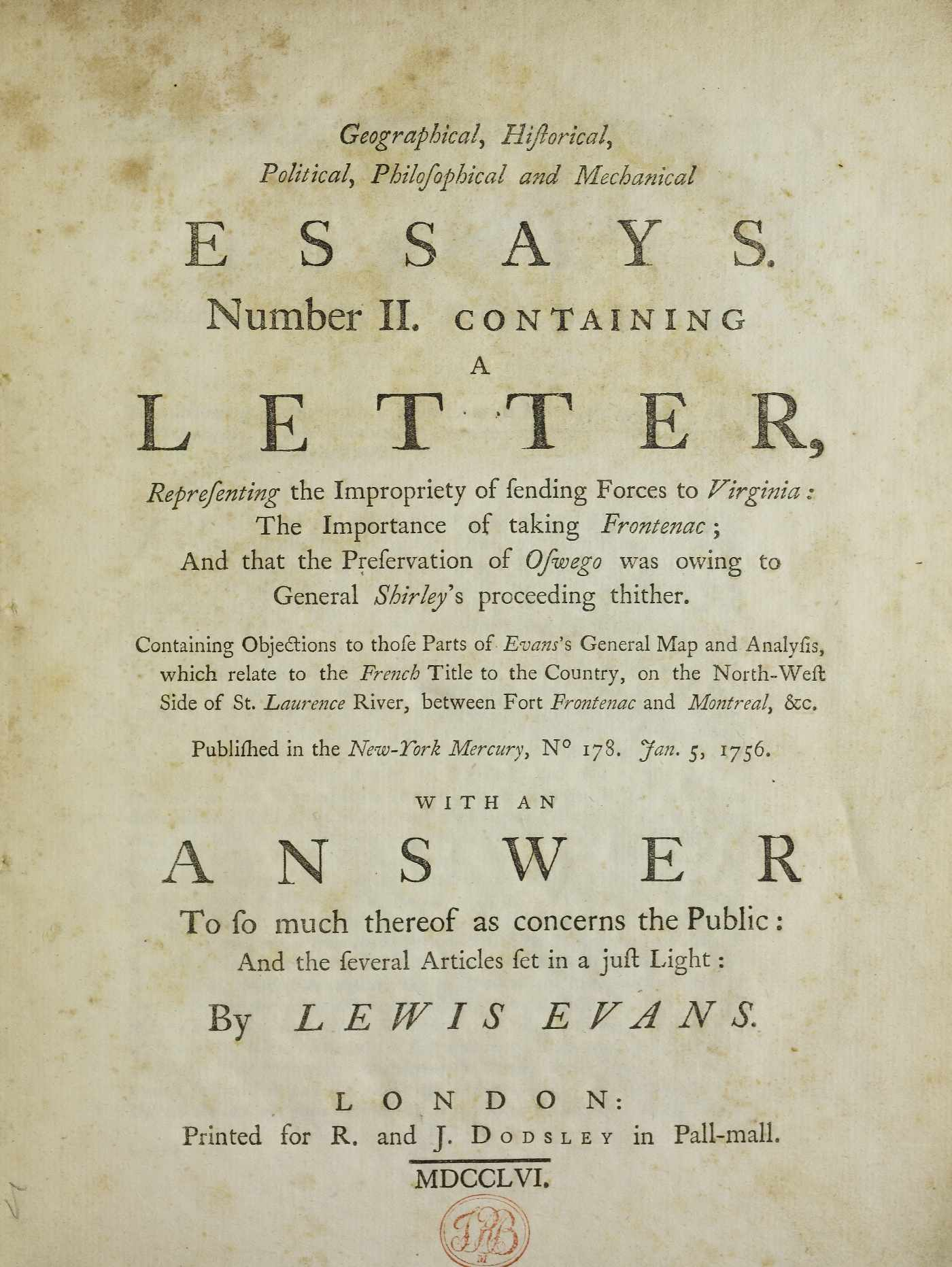
Geographical, historical, political, philosophical and mechanical essays, 1756

Lewis Evans (Caernarfonshire, País de Gales, c,1700-Nueva York, 1756) fue un geógrafo y cartógrafo británico.
Trabajó en las colonias británicas de Norteamérica con Benjamin Franklin, y realizó dos importantes mapas: Un mapa de Pennsylvania, Nueva Jersey, Nueva York, y los tres condados de Delaware (1749, revisado en 1752); y Un mapa general de las colonias británicas intermedias (1755), junto con un análisis, este mapa es considerado uno de los mapas más importantes del periodo colonial. Ambos mapas fueron imprimidos en Londres.
Entre 1750 y 1778 realizó un Atlas de América del Norte.